# Грокола, Пьер
Пьер Грокола (фр. Pierre Groscolas; р. 29 октября 1946, Лурмель) — французский эстрадный певец.
Родился в семье врача, работавшего в то время в городе Лурмель во Французском Алжире. В 1964 г. семья репатриировалась во Францию. Пьер устраивается в Тулузе и дебютирует в группе «Le Chœur» в качестве певца и гитариста. Приобретённый опыт он пытается использовать в столице, однако Париж встречает его прохладно. Но Пьер не опускает руки и в 1972 г. издаёт свой первый диск «Fille du vent et du soleil» (Дочь ветра и солнца), который получает во Франции огромный успех, имя молодого певца и композитора становится широко известным в музыкальном мире. Спустя два года, следующий успех, но уже мирового уровня — песню «Lady Lay» исполняют на открытии карнавала в Рио-де-Жанейро, а Том Джонс исполняет эту песню в Америке. Но никто не может исполнить эту песню так, как исполняет её Пьер Грокола .
Следующая песня и следующий успех — его «Elise et moi» возглавляет хит-парады Европы и Америки! Артист, композитор, аранжировщик, Пьер Грокола пишет музыку для многих известных исполнителей, — а в 1976 г, совместно с Жилем Тибо, он сочиняет для Джонни Холидея рок-оперу «Гамлет», но его двойной альбом не получает широкой известности. Тем не менее, в 1980 г. он записывает несколько песен для Фрасуаз Арди, в альбом «Tamalou», которые она с успехом исполняет.
В 2007 г. Пьер Грокола принял участие в гастролях группы известных исполнителей, успешно выступавших в концертной программе «Поездки идолов 60-х годов».